# Anastasiya Rybachok
Anastasiya Andrivna Rybachok (en ucraniano: Анастасія Андріївна Рибачок; nacida Anastasiya Chetverikova, Jersón, 13 de abril de 1998) es una deportista ucraniana que compite en piragüismo en la modalidad de aguas tranquilas.
Participó en dos Juegos Olímpicos de Verano, obteniendo dos medallas de plata, en Tokio 2020 y París 2024, en la prueba de C2 500 m.
Ganó cuatro medallas en el Campeonato Mundial de Piragüismo entre los años 2019 y 2022, y tres medallas en el Campeonato Europeo de Piragüismo, en los años 2021 y 2022.

## Palmarés internacional
| Juegos Olímpicos   | Juegos Olímpicos       | Juegos Olímpicos  | Juegos Olímpicos |
| Año                | Lugar                  | Medalla           | Competición      |
| ------------------ | ---------------------- | ----------------- | ---------------- |
| 2020               | Tokio (Japón)          | Medalla de plata  | C2 500 m         |
| 2024               | París (Francia)        | Medalla de plata  | C2 500 m         |
| Campeonato Mundial |                        |                   |                  |
| Año                | Lugar                  | Medalla           | Competición      |
| 2019               | Szeged (Hungría)       | Medalla de bronce | C1 500 m         |
| 2021               | Copenhague (Dinamarca) | Medalla de oro    | C2 500 m         |
| 2021               | Copenhague (Dinamarca) | Medalla de bronce | C4 500 m         |
| 2022               | Halifax (Canadá)       | Medalla de plata  | C2 500 m         |
| Campeonato Europeo |                        |                   |                  |
| Año                | Lugar                  | Medalla           | Competición      |
| 2021               | Poznań (Polonia)       | Medalla de oro    | C2 500 m         |
| 2021               | Poznań (Polonia)       | Medalla de bronce | C2 200 m         |
| 2022               | Múnich (Alemania)      | Medalla de oro    | C2 500 m         |